# Windsichten

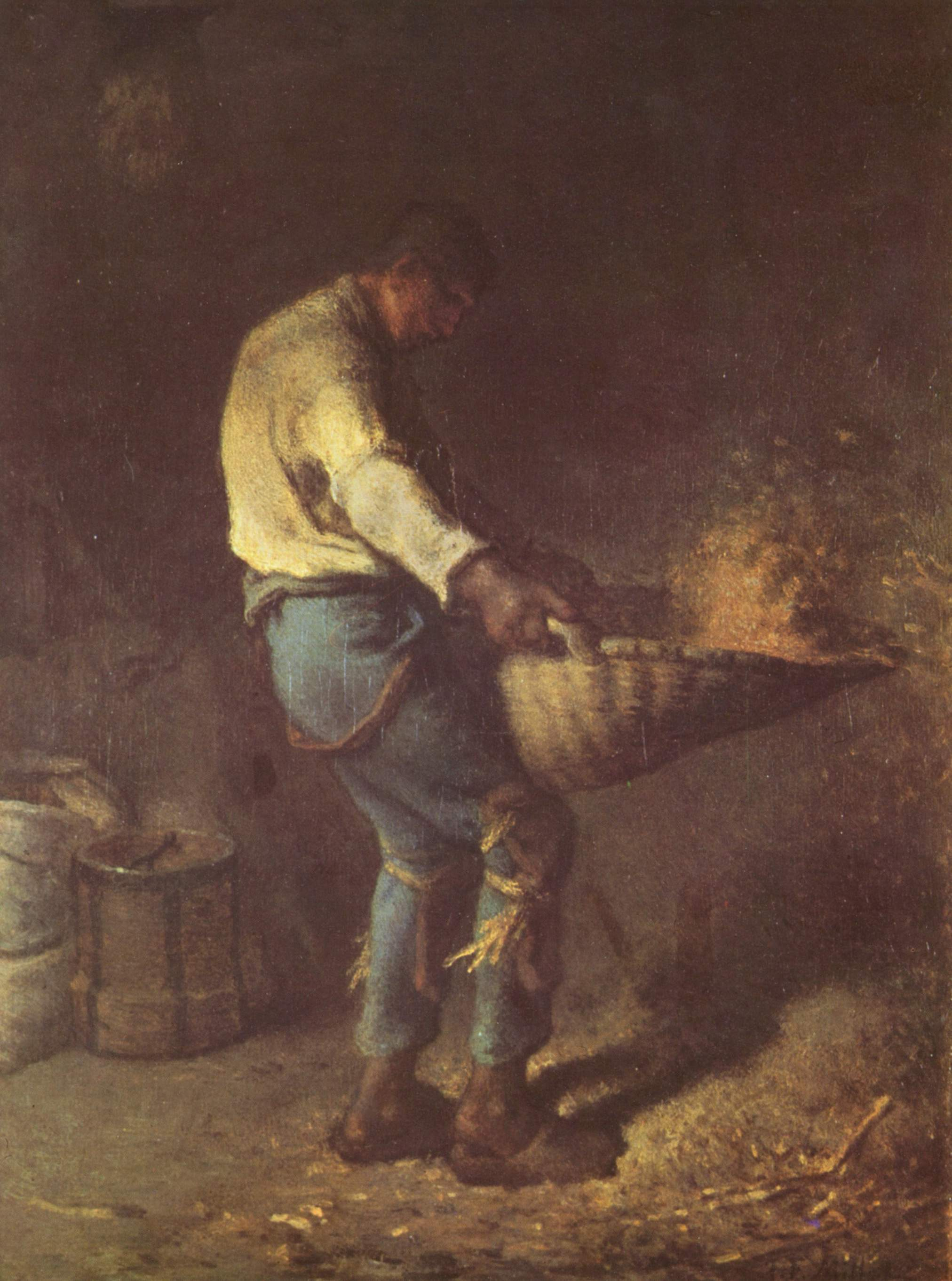
Windsichten mit der Worfel (Le Vanneur von Jean-François Millet, Musée d’Orsay)

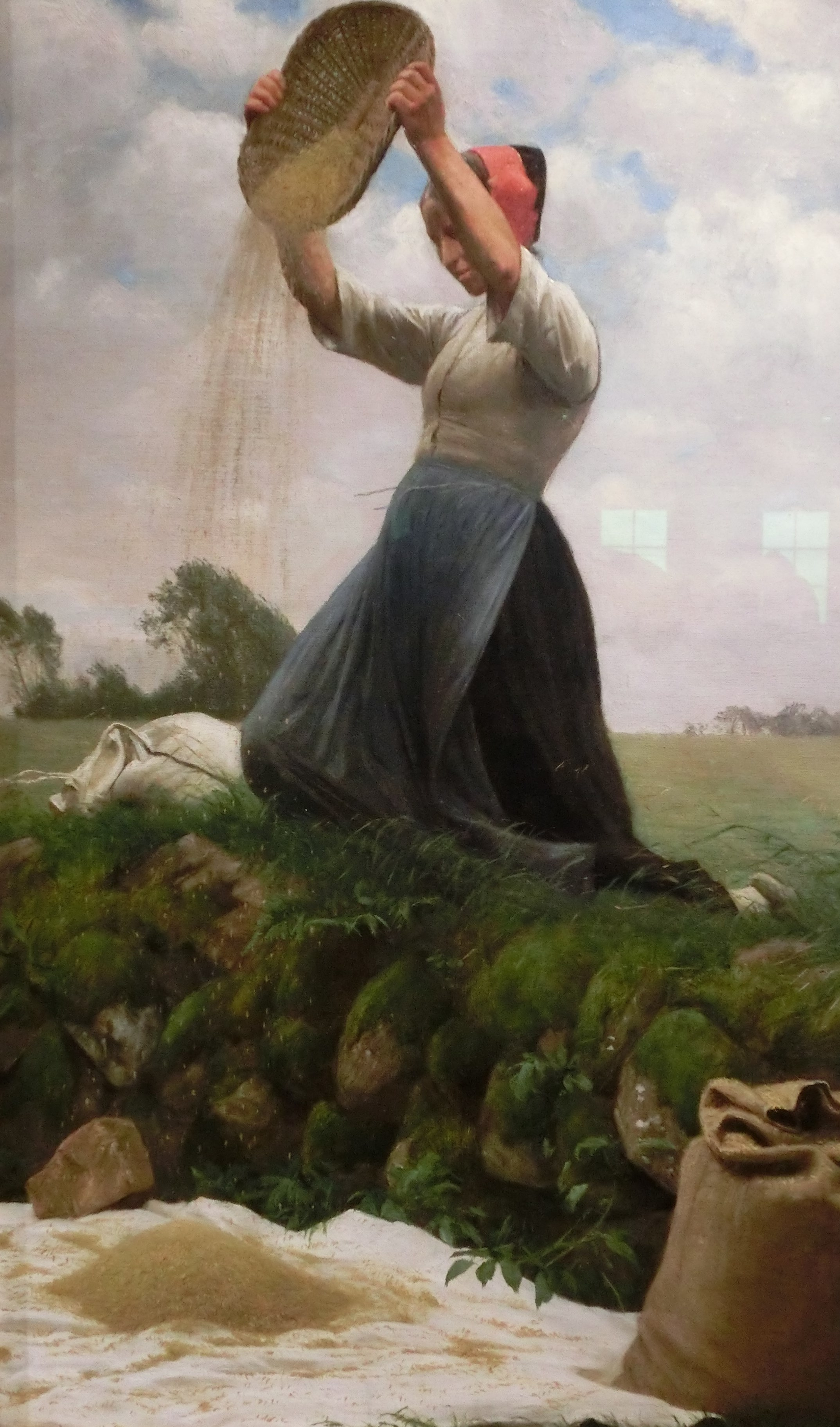
Worfeln, Gemälde von Ole Brasen (1883)

Windsichten bezeichnet ein mechanisches Trennverfahren, bei dem Partikel anhand ihres Verhältnisses von Trägheits- und/oder Schwerkraft zum Strömungswiderstand in einem Gasstrom getrennt werden. Es ist ein Klassierverfahren und nutzt das Prinzip der Schwer- oder Fliehkrafttrennung aus. Feine Partikel folgen der Strömung, grobe der Massenkraft.

## Worfeln
Windsichten ist eine technische Weiterentwicklung des Worfelns. Das Prinzip ist dabei unverändert geblieben. Beim Worfeln werden gedroschene Ähren mit flachen Körben, hölzernen Worfelschaufeln oder Sieben in die Luft geworfen. Das Verhältnis von Luftwiderstand zu Schwerkraft ist für die Getreidekörner erheblich kleiner als für die Spelzen und die Spreu. Seitlicher Wind trägt daher Spreu und Spelzen davon, und nur das Korn fällt zurück in den Korb.
Das Verfahren ist so alt wie der Getreideanbau. In der neolithischen Praxis wurden Worfelschaufeln und Siebe eingesetzt.
Im Buch Jesus Sirach (Sirach 5,9 ) heißt es: „Worfle nicht bei jedem Wind …“, denn bei zu schwachem Wind findet keine Trennung statt, und bei zu starkem Wind werden auch die Körner verblasen.
Johannes der Täufer sagt über Jesus (Mt 3,12 ): »Er hat die Worfschaufel in seiner Hand und wird die Spreu vom Weizen trennen und seinen Weizen in die Scheune sammeln; aber die Spreu wird er verbrennen mit unauslöschlichem Feuer.«

## Arten
Windsichter werden grundsätzlich in zwei Bauweisen gefertigt: Das vorliegende Gemisch wird entweder durch einen vertikalen oder durch einen horizontal verlaufenden Luftstrom getrennt (Gegenstrom- bzw. Querstromsichter).

### Steigrohrsichter

Prinzip eines Steigrohrsichters

Der Steigrohrsichter ist die einfachste Form eines Windsichters. In einen aufrecht stehenden Schacht wird von unten nach oben ein Luftstrom geleitet. Das zu trennende Gemisch wird im oberen Drittel in den Schacht gegeben. Das schwerere Material fällt gegen den Luftstrom nach unten, während das leichtere oben in einen Zyklon ausgeblasen und dort von der tragenden Luft getrennt wird.

#### Schwebesichter
Beim Schwebesichter handelt es sich um eine Sonderform des Steigrohrsichters. Hier ist der luftdurchströmte Raum als Zylinder ausgebildet, der sich oben konisch verjüngt und in den das zu trennende Gemisch von oben gegeben wird.

### Zickzacksichter
Der Zickzacksichter ist eine Weiterentwicklung des Steigrohrsichters mit verbesserter Trennschärfe. Der rechteckige Kanal, in dem der Luftstrom aufsteigt, ist durch im Zickzack angeordnete Wände in mehrere kleinere Röhren unterteilt. Der Luftstrom mit den enthaltenen Partikeln wird an den Zickzackwänden abgelenkt, wodurch nochmals schwerere Teile ausgesondert werden.

### Horizontalstrom-Windsichter
Im Gegensatz zu den verschiedenen Formen des Steigrohrsichters verläuft der Luftstrom hier waagerecht. Die Feststoffpartikel fallen von oben in diesen Luftstrom. Je nach Gewicht und Luftwiderstand werden sie unterschiedlich stark ausgelenkt. Spezifisch schwere oder in der Form kompakte Teile fallen direkt nach unten; andere werden stärker vom Luftstrom mitgerissen. Durch verschiedene Auffangvorrichtungen im unteren Bereich des Sichtkanals kann das Aufgabegut sofort in mehrere Fraktionen unterteilt werden.
Die nach diesem Prinzip arbeitende Rotationsworfelmaschine wurde in Europa von der Dreschmaschine und später vom Mähdrescher abgelöst.

### Sonderform: Trockensteinausleser
Je nach Verwendung werden Trockensteinausleser auch als Fließbettseparatoren, Luftherde, Trenntische oder Herdwäscher bezeichnet.
Beim Trockensteinausleser wird das zu trennende Gemisch auf ein als schiefe Ebene angeordnetes Sieb gegeben. Das Sieb wird dabei so bewegt, dass die schweren Teile, zum Beispiel Steine, „bergauf“ zum Schwergutaustrag transportiert werden. Ein Luftstrom von unten durch das Sieb bewirkt, dass leichtere Bestandteile, zum Beispiel Getreide, nicht mit den schwereren bergauf wandern, sondern vom Sieb abheben und durch den Hangabtrieb bergab zum Leichtgutaustrag wandern. Ohne diesen Luftstrom würde das gesamte Aufgabegut, mit Ausnahme der kleinen Bestandteile, die durch das Sieb fallen (Siebaustrag), unsortiert nach oben wandern.
Durch asymmetrischen Zyklus der Siebbewegung (langsam aufwärts, eher ruckartig abwärts) lässt sich der beschriebene Effekt, je nach Trenngut, weiter optimieren.

## Anwendungen
- Trennung von Spreu, Korn und Steinen in Dreschmaschinen oder in Reinigungsmaschinen in der Getreideannahme von Mühlen
- Trennung von gemahlenem Korn in Grieß, Kleie, Mehl und nochmals zu mahlende Fraktionen
- Trennung von Blättern und Stängeln bei grünem und schwarzem Tee nach Zerkleinerung und Trocknung
- Entfernen von Glas und anderen Hartstoffen aus Kompost
- Gewinnung von Papier und Kunststoffen aus Abfall
- Dispersitätsanalyse von festen Partikeln
- Metallindustrie
- Feuerfestindustrie
- Zementindustrie zum Trennen von Grießen und Fertiggut
- In Brecherwerken zur Bereitstellung verschiedener Körnungen von Sanden
- Zur Differenzierung der Spangeometrie beim Herstellungsprozess von Spanplatten